# Itiibiqer
Itiibiqer (Iti-ib-iqer) war ein altägyptischer Statthalter in Assiut. Er datiert in die Zeit des Übergangs von der 10. zur 11. Dynastie (Erste Zwischenzeit um 2100 v. Chr.), in die Zeit, als Ägypten unter der 11. Dynastie vereinigt wurde, nach einer Periode nationaler Spaltung. Itiibiqer ist nur von seiner dekorierten Grabanlage (Grab N13.1) in der Nekropole von Assiut bekannt. Itiibiqer war wahrscheinlich der Amtsnachfolger von Cheti II. und der Vorgänger von Mesehti. Itiibiqer trug verschiedene Titel. Er war Vorsteher der Priester des Upuaut, des Herrn von Assiut, Vorsteher der Priester des Anubis, Herr von Raqereret und Vorsteher der ganzen Armee des 13. oberägyptischen Gaues und vor allem Bürgermeister (Statthalter) (hati-a).
Zur Familie des Itiibiqer ist wenig bekannt. Seine Gemahlin war eine gewisse Senebtiiqeret. Sie trug die Titel Priesterin der Hathor, Herrin von Medjed. Als Sohn wird im Grab Mesehti(-iqer) genannt, der sich rühmt, das Grab errichtet zu haben.
Itiibiqers Grab mit der modernen Nummer N13.1 besteht aus einer in den Fels gehauenen Kapelle mit einer Nische an der Rückseite. Es gibt zwei Pfeiler, und die Wände der Kapelle sind bemalt. Die Grabkammer befand sich am Ende eines Schachtes, der von der Grabkapelle in die Tiefe führt. Die Malereien sind nicht gut erhalten, doch können die meisten Szenen rekonstruiert werden. In der Nische an der Rückwand befindet sich die Darstellung einer Scheintür. Auf der Südwand sieht man ihn bei der Jagd in den Marschen. Auf der Ostwand sieht man Reihen von Soldaten, die mit Pfeil und Bogen und großen Schilden ausgerüstet sind. Auf den Pfeilern ist Itiibiqer sitzend dargestellt. Über ihm befinden sich Textkolumnen mit seinen Titeln und biographischen Phrasen.